# Joe Adonis

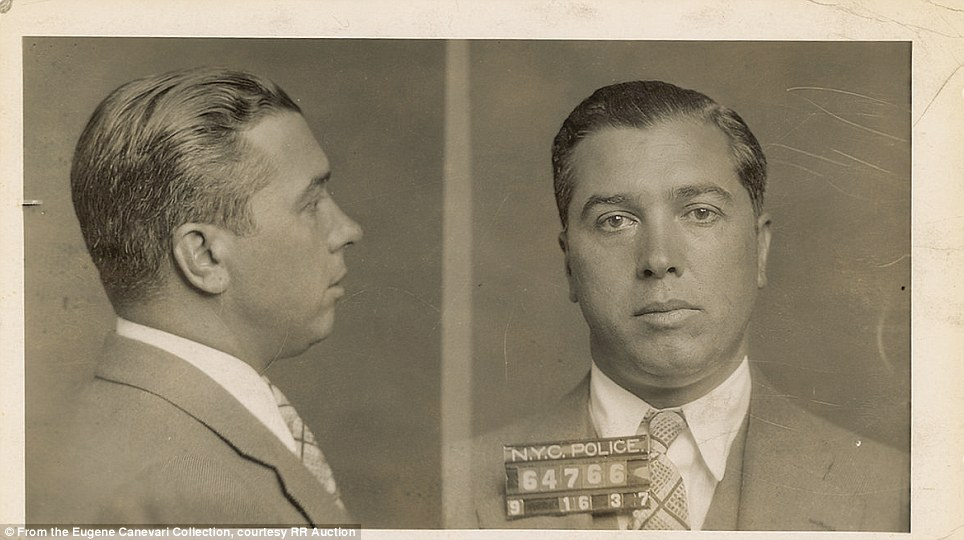
Foto segnaletica di Joe Adonis

Joe Adonis, pseudonimo di Giuseppe Antonio Doto (Montemarano, 22 novembre 1902 – Ancona, 26 novembre 1971), è stato un mafioso italiano, importante componente della Famiglia Genovese.

## Biografia
Emigrato illegalmente da Montemarano, in provincia di Avellino, giunse negli Stati Uniti nel 1915 e si stabilì a New York.
Iniziò a fare il borseggiatore e negli anni '20 cambiò il nome in Joe Adonis, iniziando a lavorare nella banda del gangster Frankie Yale, che operava a Brooklyn; in seguito si legò al gangster Lucky Luciano, di cui divenne amico e con il quale iniziò a operare nel campo della prostituzione e del gioco d'azzardo a Manhattan.
Il 15 aprile del 1931 Luciano organizzò l'omicidio di Joe Masseria a Coney Island, al quale partecipò anche lo stesso Adonis, insieme a Bugsy Siegel, Vito Genovese e Albert Anastasia.
Alla fine della guerra castellammarese Luciano creò una nuova «Famiglia» che sostituì quella di Joe Masseria, in cui Adonis venne affiliato, venendo nominato capodecina. Adonis divenne uno dei luogotenenti più importanti e fidati di Luciano, controllando racket come la prostituzione e il gioco d'azzardo nei territori di Broadway e Midtown a Manhattan. A Brooklyn aprì un ristorante chiamato Joe Italian kitchen. I soldi guadagnati illegalmente furono reinvestiti in concessionarie di automobili nel New Jersey e nella produzione di sigarette.
Dopo l'esilio di Luciano in Italia, al termine della seconda guerra mondiale, Adonis curò le sue principali attività criminali in America.
Nel dicembre del 1946 fu uno dei delegati della Havana Conference.
Nel 1953 venne espulso in Italia in seguito alla scoperta che non era un cittadino americano naturalizzato, e si stabilì in una villa fuori Napoli, da dove continuò a mantenere stretti contatti con Luciano. Nel febbraio del 1958 si trasferì a Milano, in un appartamento al settimo piano di via Albricci. Li visse da gran signore, frequentando i locali alla moda ed i night clubs, mostrando maniere raffinate e vestendo con eleganza.
Nel 1965, a Milano, il pittore fiorentino Giovanni "Professore" Bruzzi conobbe Joe Adonis durante una riunione al Club Morocco di tutti i biscazzieri in Italia, per definire le strategie del gioco d'azzardo clandestino e proprio in quell'occasione, il boss accettò di farsi ritrarre dall'artista (ed è l'unico ritratto esistente).
Venne convocato in questura il 1º giugno 1963 per essere sentito in merito all'imboscata tesa ad Angelo La Barbera che Adonis conosceva e col quale aveva avuto qualche contatto. Indagini condotte tra il 1970 e il 1971 rivelarono come Adonis avesse ancora funzioni di "capo" mafioso e che la scelta di Milano come sua residenza fosse stata determinata da precise esigenze strategiche: la direzione del traffico internazionale di preziosi, soprattutto brillanti, con ramificazioni in Francia ed in Svizzera ed il coordinamento del contrabbando di stupefacenti.
Nel maggio 1971 Adonis fu arrestato e mandato in soggiorno obbligato a Serra de' Conti, un piccolo comune in provincia di Ancona: malgrado la rigorosa sorveglianza riuscì a ricevere un suo uomo di fiducia, che probabilmente continuava a riferirgli degli affari in corso. Intratteneva rapporti con il sindaco e con il parroco del luogo, ostentando signorilità e generosità.
La passione di Adonis per il mondo musicale non fu mai un mistero. A parte night-club e cantanti, nei primi anni ‘60 girò anche voce su un suo tentativo di scalzare il Festival di Sanremo con una manifestazione in concorrenza.
L'8 ottobre la Corte di appello di Milano ridusse il soggiorno obbligato a tre anni e autorizzò Adonis ad utilizzare il telefono sotto il controllo delle autorità di polizia. Morì di attacco cardiaco il successivo 26 novembre, durante un interrogatorio in questura.